# Outwitting Father (film 1912)
Outwitting Father  è un cortometraggio muto del 1912 prodotto dalla Kalem e diretto da Pat Hartigan.

## Produzione
Il film, prodotto dalla Kalem Company, fu girato in California, a Santa Monica.

## Distribuzione
Distribuito dalla General Film Company, il film - un cortometraggio di 150 metri - uscì nelle sale cinematografiche statunitensi il 27 marzo 1912.
Nelle proiezioni, veniva programmato con il sistema dello split reel, accorpato in un'unica bobina con un altro cortometraggio prodotto dalla Kalem, la comica The Kidnapped Conductor.